# دامفالد
دامفالد (بالهولندية: Damwâld ،وبتهجئة قديمة Damwoude)‏ هي قرية في بلدية دانتوماديل بمقاطعة فرايزلاند، هولندا ويقطنها خوالي 5,500 نسمة حسب تعداد عام 2017، وهذا العدد يجعلها أكبر قرية في بلدية دانتوماديل.

## معرض صور

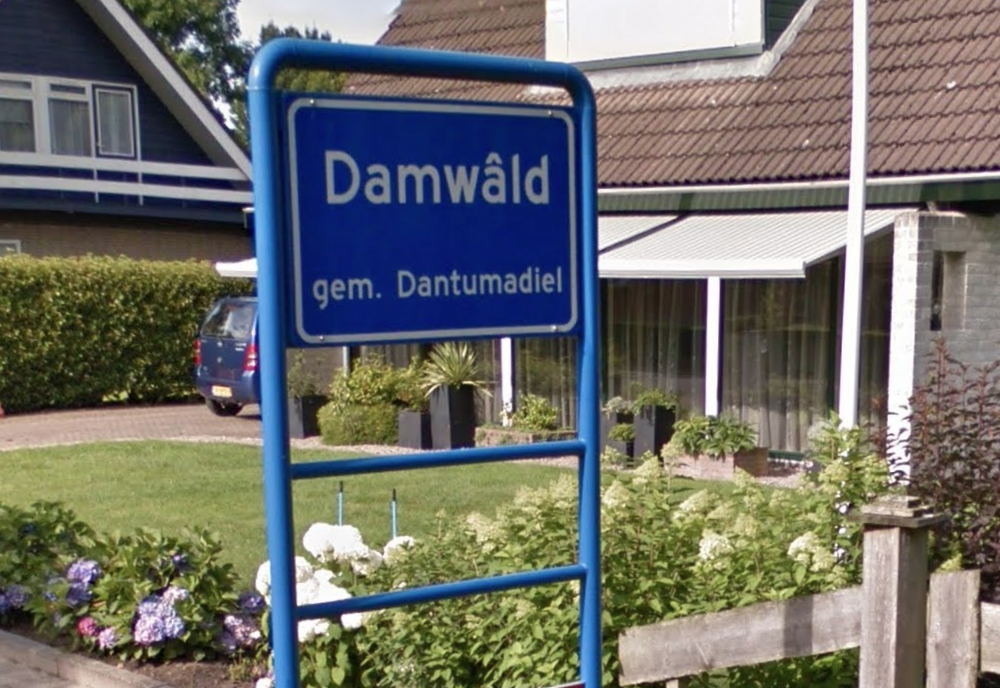
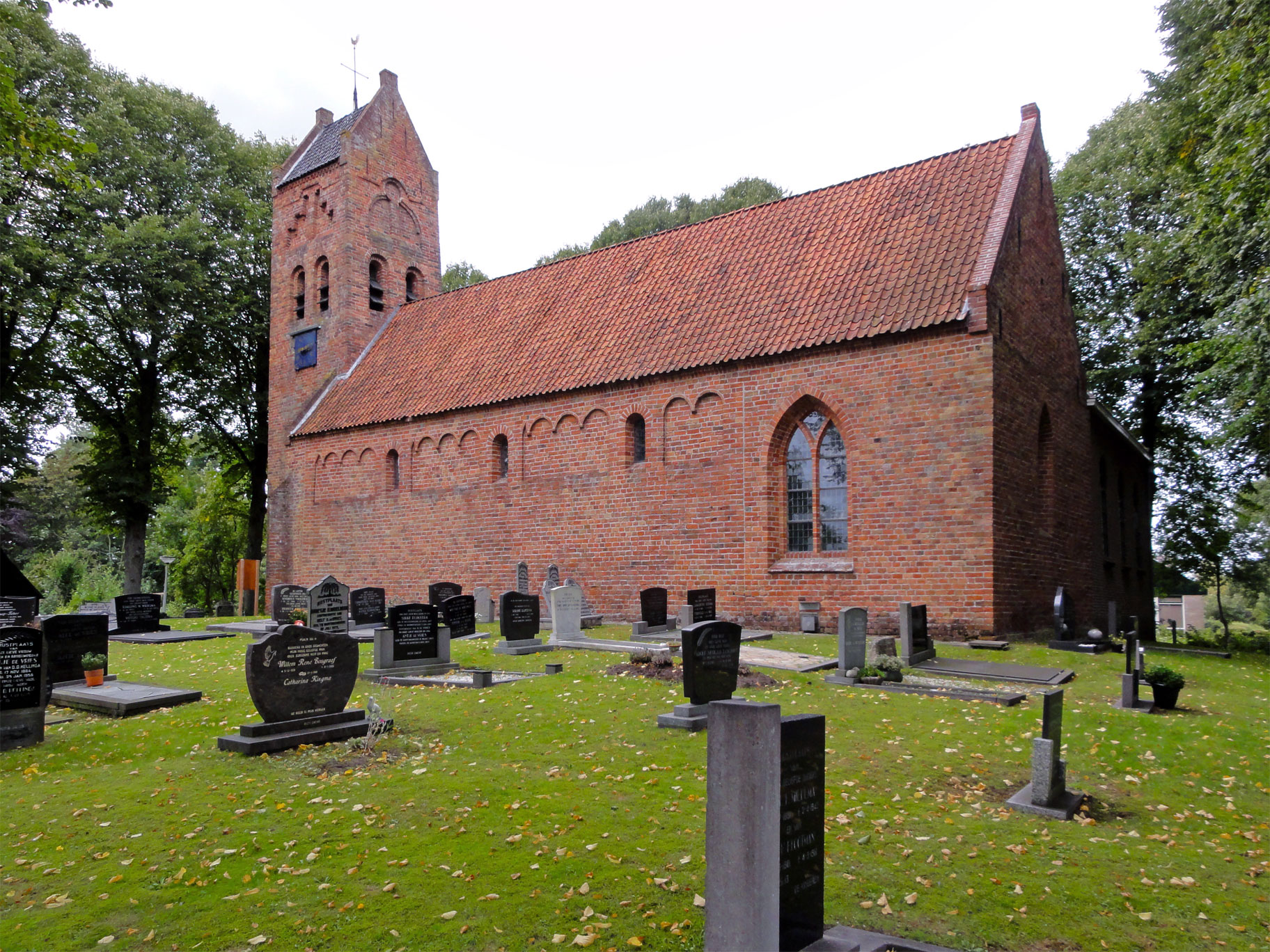
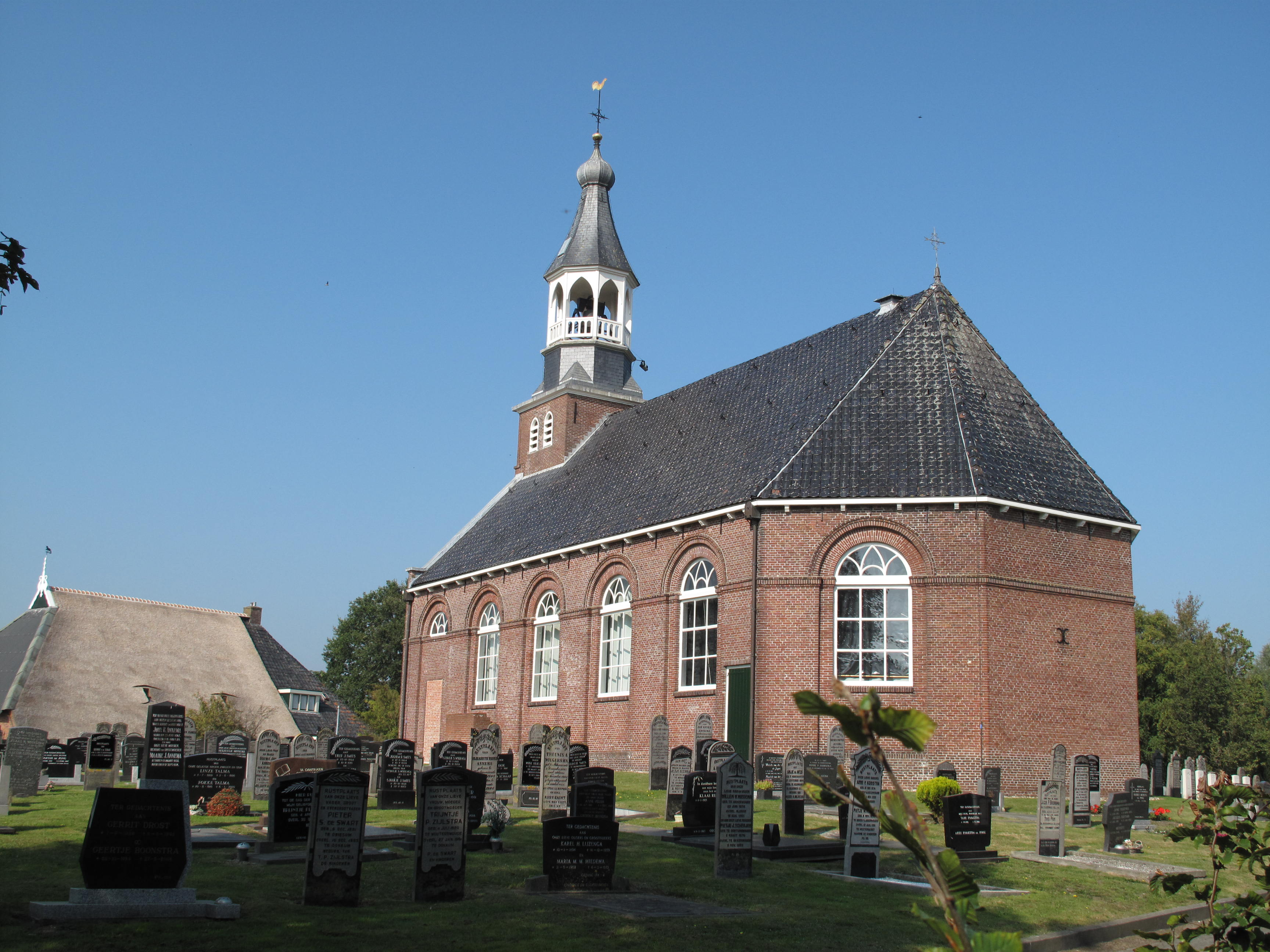
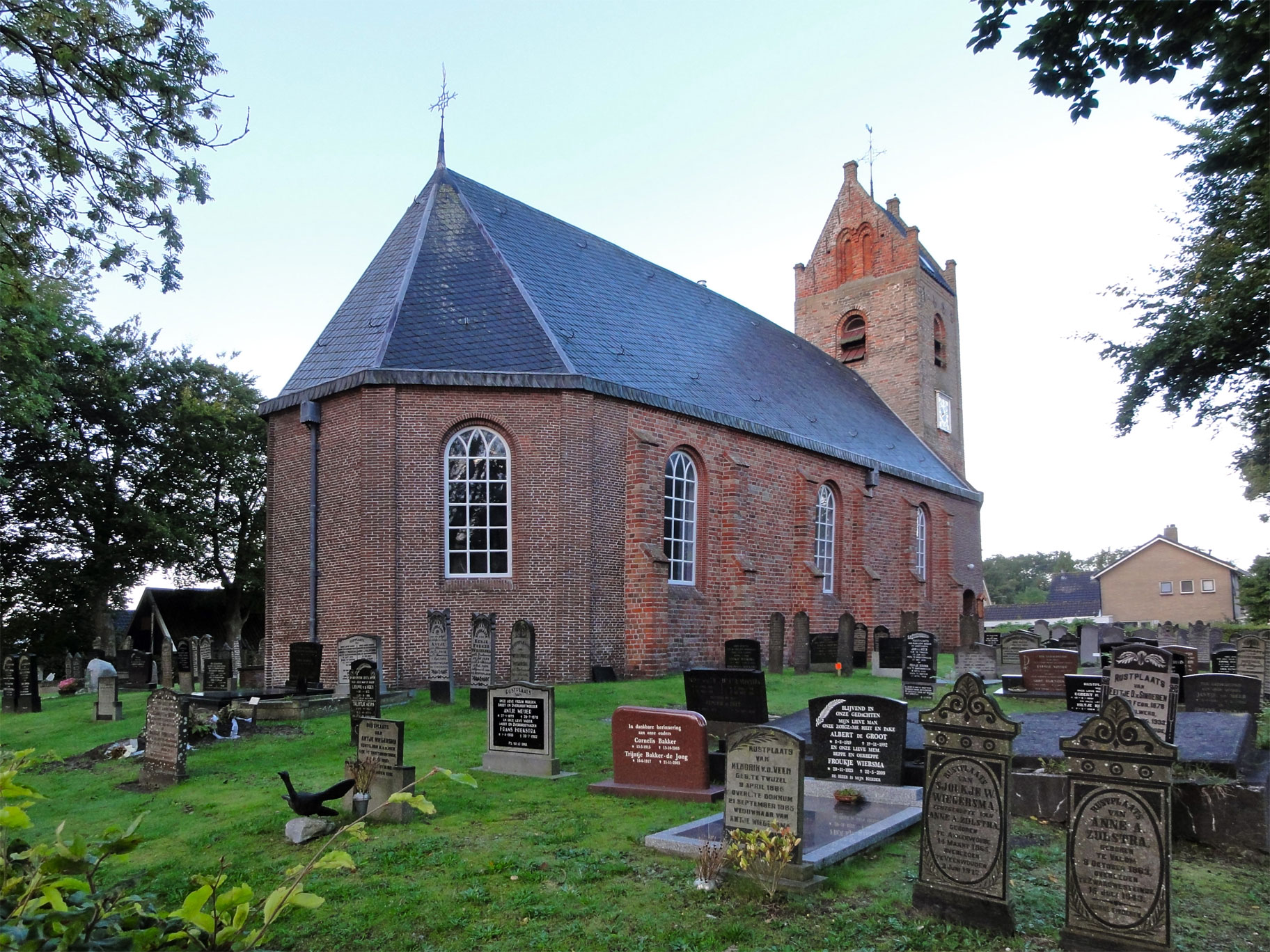